# Anthyllis vulneraria

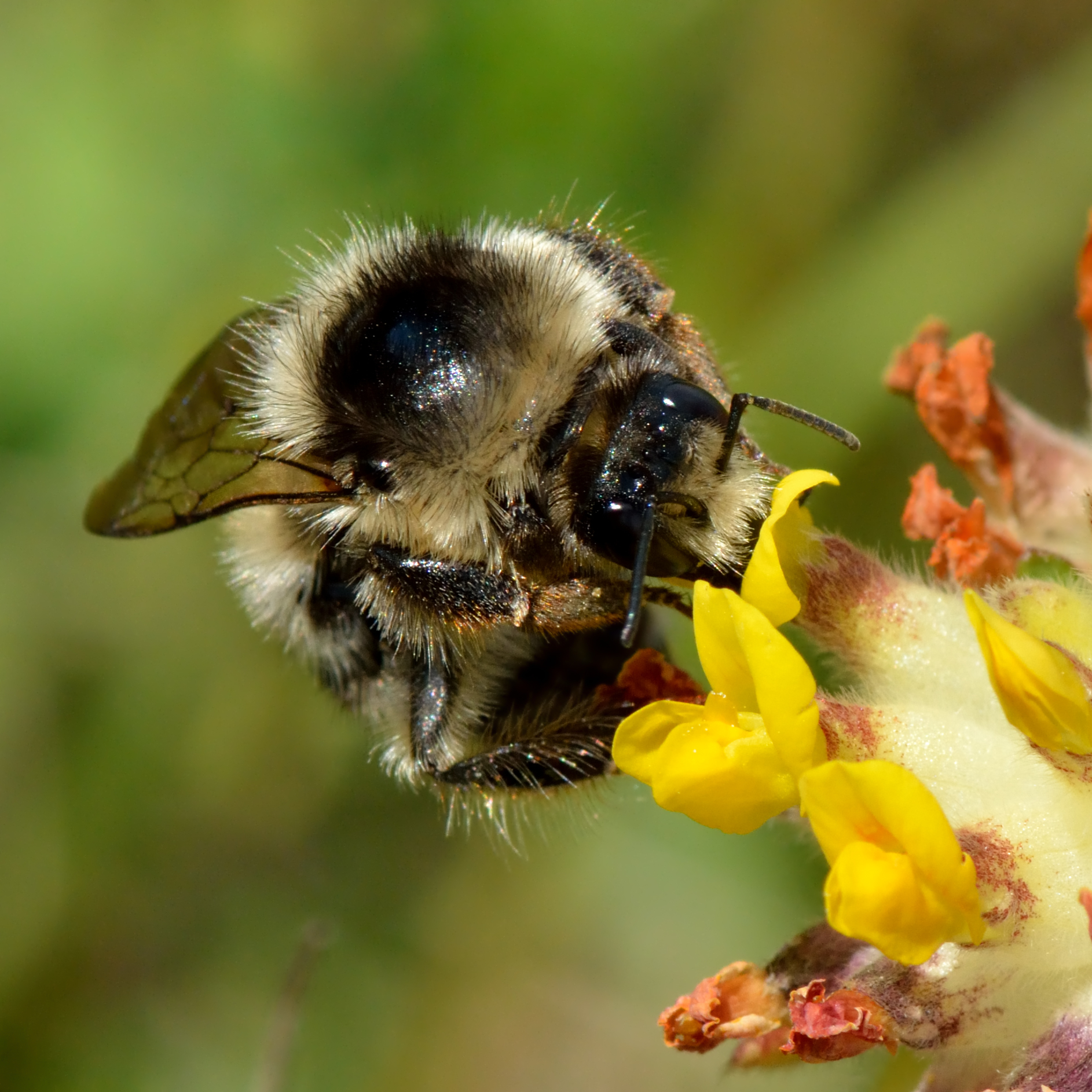

Anthyllis vulneraria é uma espécie de planta com flor pertencente à família Fabaceae. 

## VULNERÁRIA

### Nome Botânico: Anthyllis vulneraria L.
Descrição : Planta da família das leguminosas. Também conhecida como trevo-da-areia, possui as folhas e o cálice dos capítulos florais coberta de pelos suaves. Suas flores são amarelas, reunindo-se em capítulos na extremidades de um caule ereto, de 1 a 5 metros.
Plantio : Abril a Julho
Origem : Península Ibérica, Ilhas Baleares e Norte da África
Propriedades : Depurativa e cicatrizante.
Indicações : Seu infuso é usado para lavar feridas, chagas e úlceras de difícil cicatrização, escoriações e zonas contusas.
Princípios Ativos : taninos, saponinas e flavonoides.
A autoridade científica da espécie é L., tendo sido publicada em Species Plantarum 2: 719. 1753.

## Portugal
Trata-se de uma espécie presente no território português, nomeadamente os seguintes táxones infraespecíficos:
- Anthyllis vulneraria subsp. iberica - presente em Portugal Continental. Em termos de naturalidade é nativa da região atrás referida. Não se encontra protegida por legislação portuguesa ou da Comunidade Europeia.
- Anthyllis vulneraria subsp. lusitanica - presente em Portugal Continental. Em termos de naturalidade é endémica da região atrás referida. Encontra-se protegida por legislação portuguesa ou da Comunidade Europeia, nomeadamente pelo Anexo V da Directiva Habitats.
- Anthyllis vulneraria subsp. maura - presente em Portugal Continental. Em termos de naturalidade é nativa da região atrás referida. Não se encontra protegida por legislação portuguesa ou da Comunidade Europeia.
- Anthyllis vulneraria subsp. sampaioana - presente em Portugal Continental. Em termos de naturalidade é endémica da região atrás referida. Não se encontra protegida por legislação portuguesa ou da Comunidade Europeia.